# Kaple svatého Prokopa (Zásada)
Kaple svatého Prokopa je barokní sakrální stavba v obci Zásada. Je druhou největší kaplí v České republice. Od roku 1958 je zapsána v seznamu kulturních památek.

## Historie
Kaple byla postavena v letech 1747 až 1749 z nákladu tehdejšího rychtáře a hostinského Jana Šourka. Byla postavena dle plánů zednického mistra Jiřího Folkerta ze Železného Brodu.
K jejímu vzniku se váže pověst, že náhle zbohatlého Jana Šourka přepadla tlupa banditů. Hluk vzbudil jeho služebnou, která o penězích věděla a ukryla je v křoví u dubu. Poté zavolala pomoc. Z vděčnosti, že nepřišel o život, dal Jan Šourek v místě úkrytu peněz postavit kapli.
Od postavení kaple se u ní konaly poutě a posvícení. Do roku 1859 se zde také hrály pašíjové hry. V lednu 1751 koupila obec Zásada od návarovského panství vedlejší pozemky pro pořádání akcí. Roku 1888 byl vedle kaple otevřen také hřbitov. Ve 30. letech 20. století byla kaple opravována a byla vyměněna např. okna, která byly navržena skláři z Železného Brodu.

## Popis
Kaple je barokní obdélná stavba s polokruhovým závěrem, opatřená sanktusovou vížkou s cibulovitou střechou. Interiér je barokní, výjimkou je oltářní obraz svatého Prokopa z 20. století od místního malíře.